# Orgilus gelechiae
Orgilus gelechiae är en stekelart som först beskrevs av William Harris Ashmead 1889.  Orgilus gelechiae ingår i släktet Orgilus och familjen bracksteklar. Inga underarter finns listade i Catalogue of Life.